# Shady Hills
Shady Hills är en ort (CDP) i Pasco County, i delstaten Florida, USA. Enligt United States Census Bureau har orten en folkmängd på 11 523 invånare (2010) och en landarea på 74 km².